# We leven nog
We leven nog is het vijfde studioalbum van Ramses Shaffy en werd in 1975 uitgebracht.

## Tracklist
1. Wij Zullen Doorgaan - 4:24
2. Terras - 3:07
3. Goden - 3:09
4. Vader - 3:08
5. Josje - 3:57
6. Door Alles Heen - 2:59
7. We Leven Nog - 4:38
8. Zon - 2:34
9. De Nieuwe Brug - 5:39
10. Doudy - 2:44
11. Echo - 3:22
12. Op De Dam - 4:11